# Strada statale 60 (Polonia)
La strada statale 60 (sigla DK 60, in polacco droga krajowa 60) è una strada statale polacca che attraversa il Paese da Topola Królewska a Ostrów Mazowiecka.